# Rock ’n’ Roll (John-Lennon-Album)
Rock ’n’ Roll ist das sechste Solo-Studioalbum von John Lennon nach der Trennung der Beatles. Es ist einschließlich der drei Avantgarde-Alben mit seiner Frau Yoko Ono und des Livealbums der Plastic Ono Band das insgesamt zehnte Album John Lennons. Es wurde am 21. Februar 1975 in Großbritannien und am 17. Februar 1975 in den USA veröffentlicht.

## Entstehung

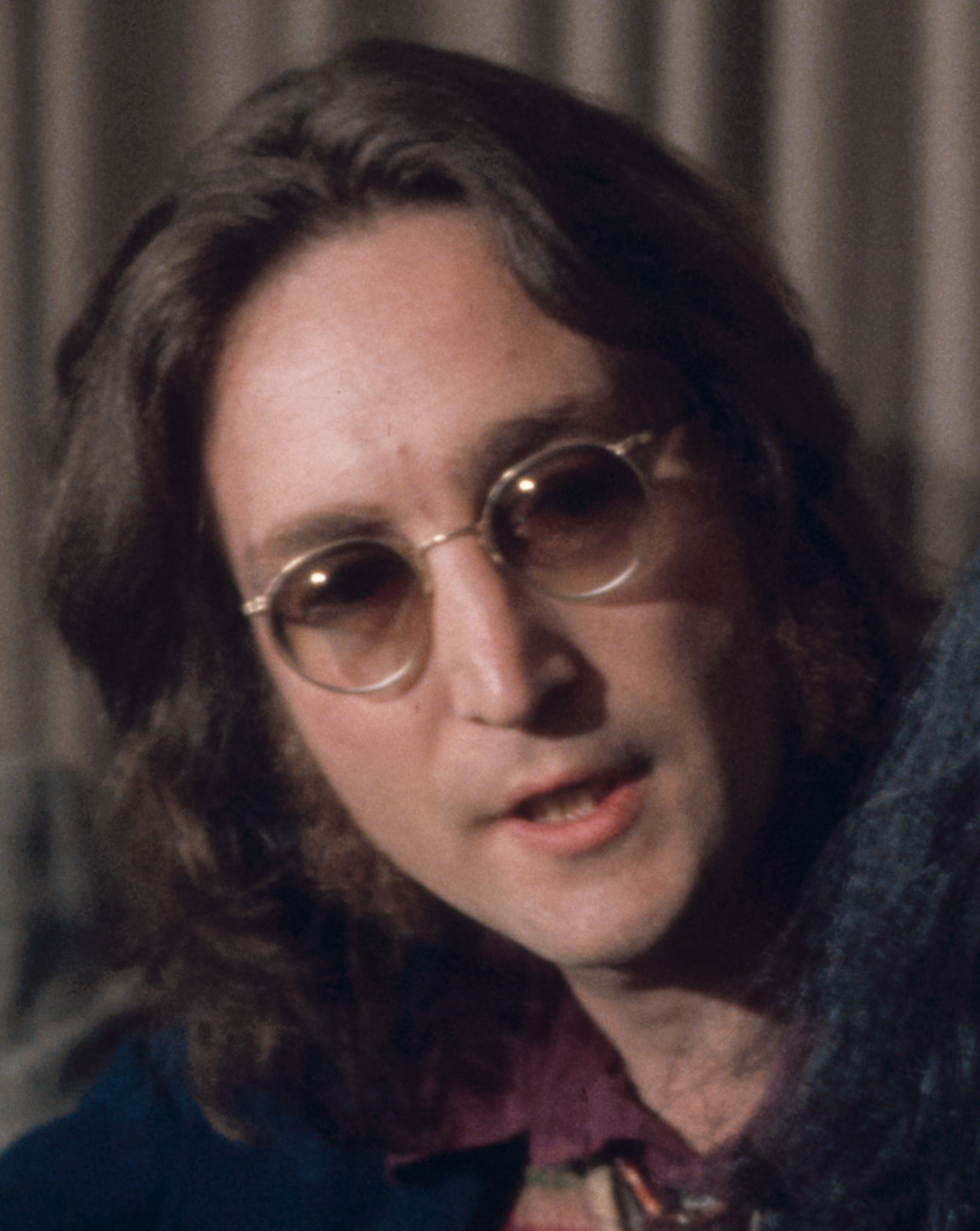
John Lennon, 1973

Morris Levy, der Chef von Roulette Records, klagte gegen eine mögliche Urheberrechtsverletzung Lennons, nachdem dieser in einem Interview zugegeben hatte, der Beatles-Song Come Together sei an Chuck Berrys You Can’t Catch Me angelehnt und die Zeile “Here come old flat-top” sei wörtlich übernommen worden. Sollte sich Lennon bereit erklären, auf seinem nächsten Album zumindest drei Lieder zu veröffentlichen, die Levy vertreibt, würde er jedoch die Klage fallen lassen. Während Lennon Levys Musikkatalog durchstöberte, traf er allerdings auf so viele seiner alten Lieblingslieder, dass er sich dafür entschied, ein ganzes Album ausschließlich mit Coverversionen aufzunehmen.
Während der Arbeiten an dem Album Mind Games trennten sich Yoko Ono und John Lennon, Yoko Ono bat anschließend May Pang, dessen Sekretärin und Presseagentin, Lennon zu begleiten. Im Oktober 1973 verließen John Lennon und May Pang New York und begaben sich nach Los Angeles, wo sie Promotionarbeiten für das Album Mind Games tätigten, um anschließend mit Phil Spector in den A&M Records Studios ein Album mit Oldies aufzunehmen. Die Arbeitstitel des Albums waren Oldies but Moldies sowie Back to Mono.
Ursprünglich war geplant, dass Phil Spector die gesamte Produktionstätigkeit übernehmen sollte und John Lennon nur den Gesangsteil. Die Aufnahmesessions mit Phil Spector vom 17. Oktober bis zum 14. Dezember 1973 wurden durch verschiedene Vorfälle erschwert. Spector ließ jeweils zu Beginn der Aufnahmen ein großes Ensemble an Musikern proben, dann erfolgten die Instrumentalaufnahmen, erst gegen Ende, überwiegend spät in der Nacht, sang John Lennon die Lieder ein. Oft waren die Musiker und John Lennon betrunken, sodass die Aufnahmen des Albums konfliktbeladen und unorganisiert wirkten. May Pang sagte 2010 über die Aufnahmen: „Der erste Song, den sie für dieses Album machten, war 'Bony Moronie'. Zu diesem Zeitpunkt hatten wir drei Stunden auf Phil gewartet, und freuten uns. Als John kam, um seinen Guide-Gesang zu singen, war er halb betrunken – und da war Phil, der mit diesem Zauberstab herumfuchtelte. Er hatte einen Zauberstab, um die Aufnahme zu leiten. Jeder Tag war anders. Man konnte sehen, wie der Mann an einem Tag als Arzt verkleidet hereinkommt, am nächsten als Karate-Experte.“
John Lennon und Phil Spector sollen sich während der Session, auch aufgrund des Alkoholkonsums, so schlecht benommen haben, dass sie die A&M Records Studios am 28. November 1973 verlassen mussten, unter anderen auch weil Phil Spector mit einer Pistole im Studio hantierte und sogar einmal schoss. Am 3., 11. und 14. Dezember fanden weitere Aufnahmen in den Record Plant West Studios statt, wo dann die Studioarbeiten zum Album endgültig abgebrochen wurden.
Phil Spector verschwand mit den Aufnahmebändern und John Lennon wusste monatelang nicht, was aus Spector und den Aufnahmen geworden war, bis ihn Phil Spector anrief und sagte, er habe die John-Dean-Tapes, was eine Anspielung auf die Watergate-Affäre war. Kurz darauf, am 31. März 1974, fiel Spector nach einem Autounfall ins Koma. Die Phil Spector-Sessions hatten über 100.000 Dollar gekostet – weit mehr als die Mind-Games- oder Walls-And-Bridges-Aufnahmesessions. Darüber hinaus machte es Spectors Aufnahmemethode damals unmöglich, Lennons Gesang von den anderen Instrumentalspuren zu trennen. Während der Aufnahmesessions wurden folgende Lieder fertiggestellt, wobei nur die ersten vier später für das Album ausgewählt wurden:
1. Just Because
2. You Can’t Catch Me
3. Sweet Little Sixteen
4. Bony Moronie
5. Angel Baby (Veröffentlichung: Menlove Ave.)
6. Since my Baby left Me (Veröffentlichung: Menlove Ave.)
7. To Know Her is to Love Her (Veröffentlichung: Menlove Ave.)
8. Here We Go Again (Veröffentlichung: Menlove Ave.)
9. Be My Baby (Veröffentlichung: John Lennon Anthology)

Bei Here We Go Again handelt es sich um eine Lennon-Komposition, die von Phil Spector arrangiert wurde.
Nach dem Abbruch der Aufnahmen war John Lennon musikalisch beschäftigungslos. Während dieser Zeit wurden er und Harry Nilsson am 12. März 1974 des Troubador Clubs verwiesen, nachdem sie im angetrunkenen Zustand einen Auftritt der Smothers Brothers gestört hatten. Nach diesem Vorfall beschloss John Lennon, wieder musikalisch aktiv zu werden. So nutzte er die Zeit von März bis Juni 1974, um zusammen mit Harry Nilsson an dessen Album Pussy Cats zu arbeiten, dann folgten vom Juli bis August 1974 die Aufnahmen zu seinem neuen Studioalbum Walls and Bridges. Anschließend arbeitete John Lennon zusammen mit seinem ehemaligen Bandkollegen Ringo Starr an dessen Album Goodnight Vienna und an der Elton-John-Single Lucy in the Sky with Diamonds, einem Lied der Beatles.

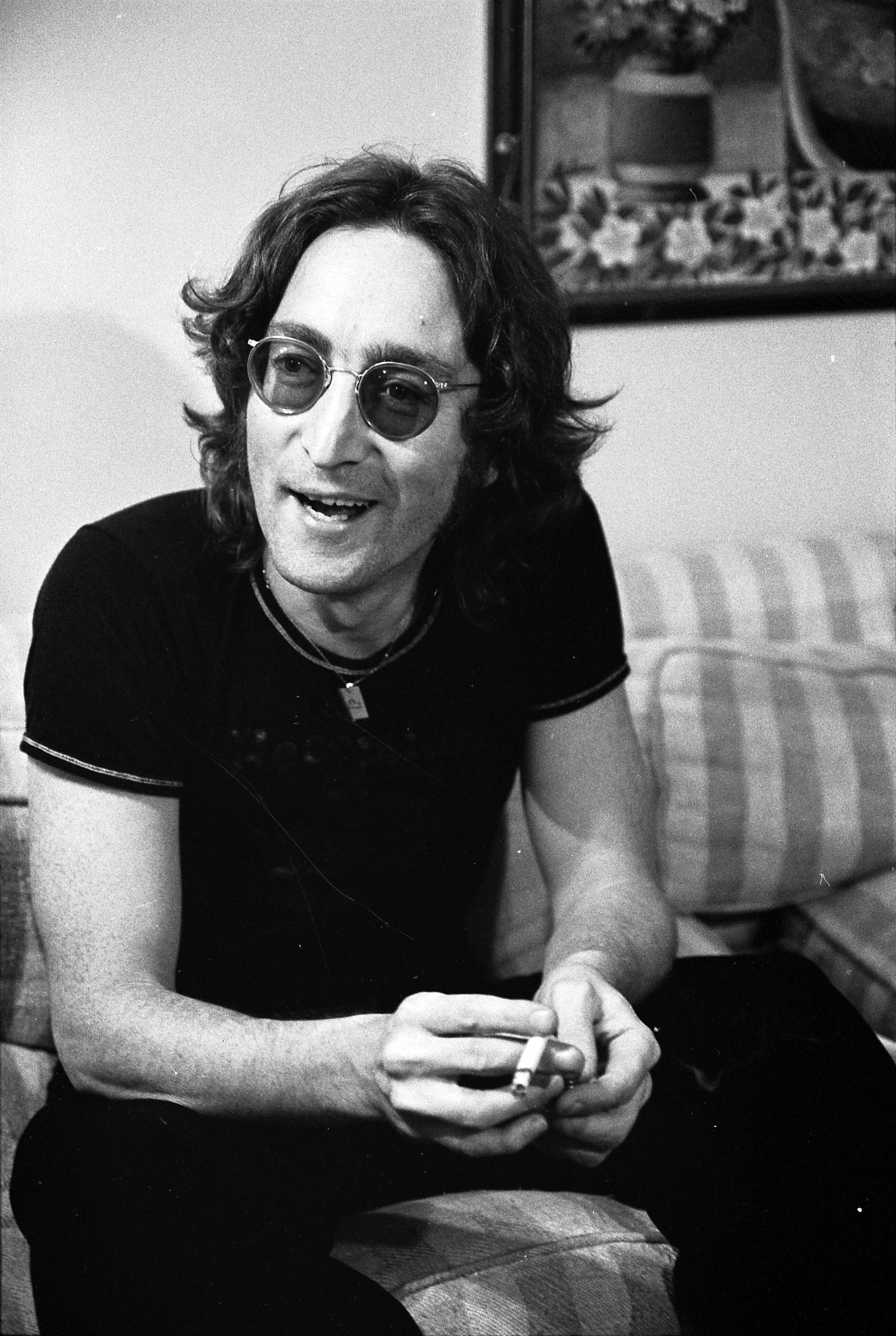
John Lennon, 1974

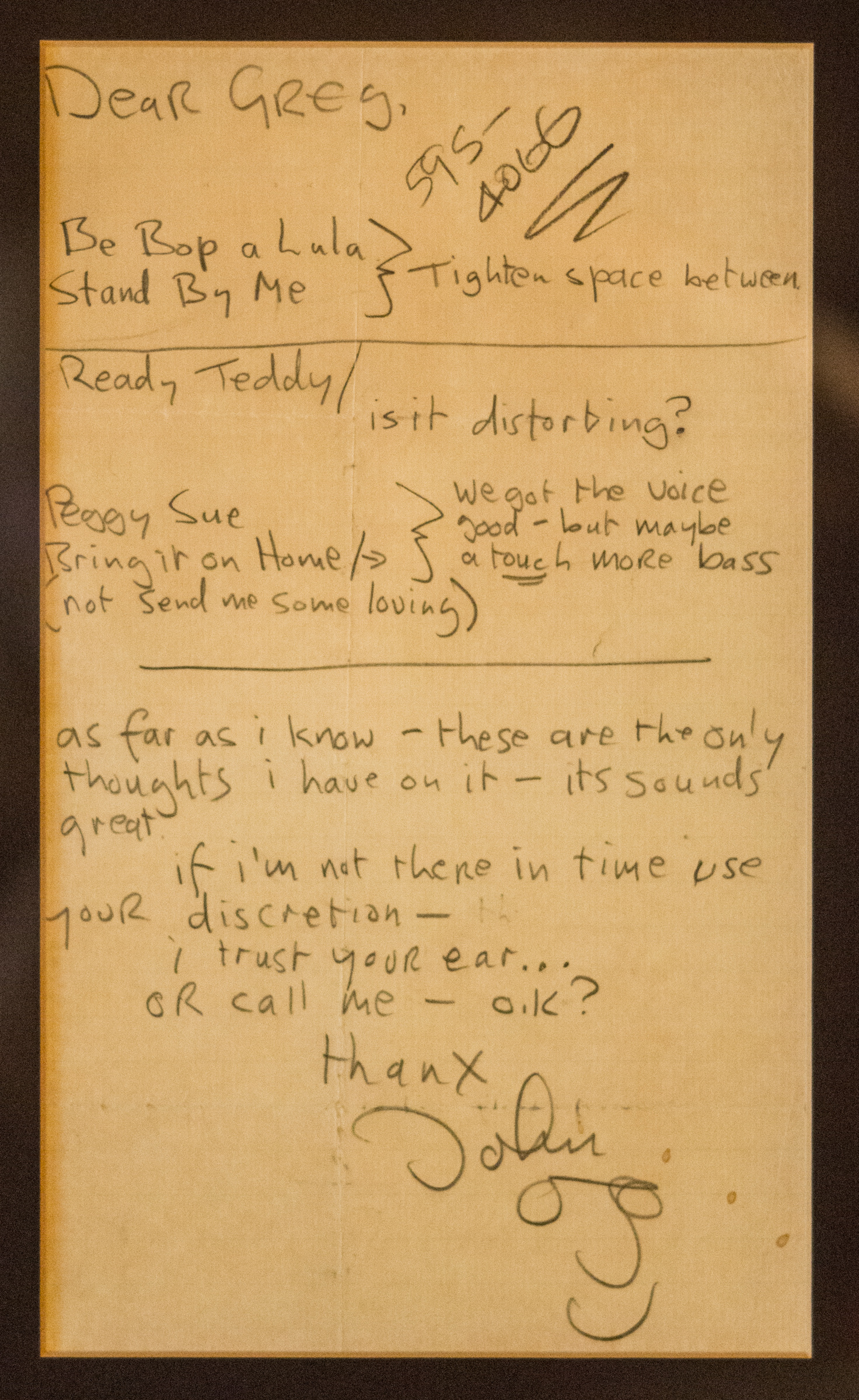
Notiz von John Lennon

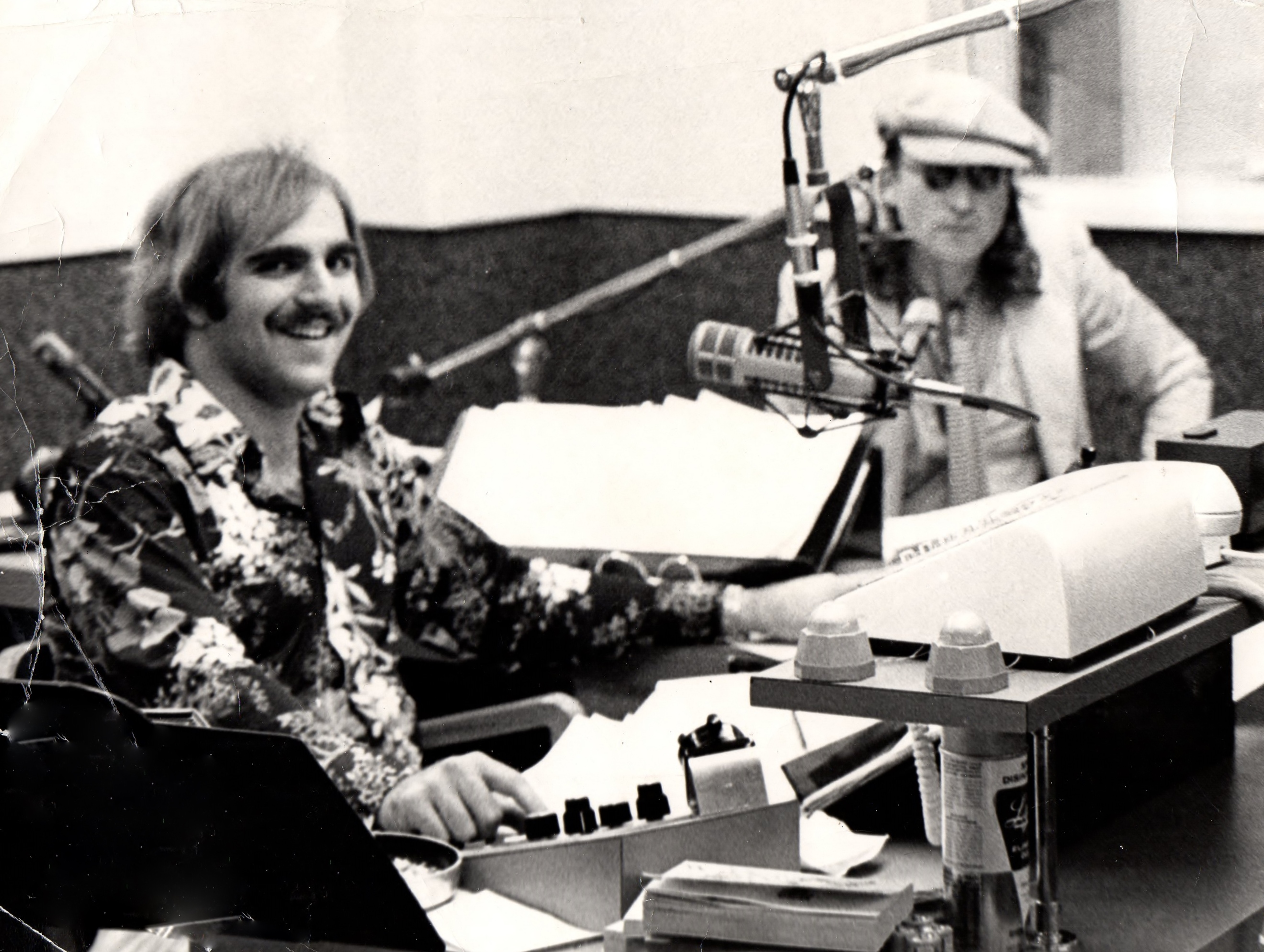
John Lennon (rechts) während eines Radiointerviews, 1975

Wahrscheinlich kurz vor den Aufnahmen zu seinem neuen Album erhielt John Lennon die Aufnahmebänder der Phil-Spector-Sessions zurück, er beschäftigte sich aber erst mit diesen nach der Fertigstellung von Walls and Bridges und befand, dass lediglich vier Lieder für eine Veröffentlichung geeignet seien. Er entschied sich, mit den Walls and Bridges-Studiomusikern (Ken Ascher, Jesse Ed Davis, Eddie Mottau, Arthur Jenkins, Klaus Voormann und Jim Keltner) erneut ins Studio zu gehen, um das Rock-’n’-Roll-Album fertigzustellen. Vom 19. bis zum 21. Oktober 1974 probte die Band in einem Landhaus von Morris Levy, diese Probeaufnahmen wurden zum Teil auf Bootlegs veröffentlicht, darunter sind die drei Lieder C’mon Everybody, Thirty Days und That’ll Be the Day, die später nicht im Studio aufgenommen wurden. Die eigentlichen Aufnahmen fanden dann vom 21. bis zum 25. Oktober 1974 in den Record Plant-East in New York City statt, wo folgende Lieder entstanden:
1. Be-Bop-A-Lula
2. Stand by Me
3. Medley: Rip It Up / Ready Teddy
4. Ain’t That a Shame
5. Do You Wanna Dance?
6. Slippin’ and Slidin’
7. Peggy Sue
8. Medley: Bring It On Home to Me / Send Me Some Lovin’
9. Ya Ya

Das Lied Just Because von den Phil-Spector-Aufnahmen sang er neu ein, wobei er sich am Ende des Titels von seinem Publikum verabschiedete.
Ursprünglich war es geplant, dass das Rock ’n’ Roll-Album im April 1975 erscheinen sollte, aber bedingt durch die Veröffentlichung des Albums John Lennon Sings the Great Rock & Roll Hits – Roots, Anfang Februar in den USA, wurde der Veröffentlichungstermin auf den 17. Februar 1975 vorgezogen.
John Lennon nahm im März 1975 für die Lieder Stand by Me und Slippin’ and Slidin’ zwei Musikvideos in den Record Plant Studios auf, bei denen Lennon den Gesang neu einsang. Die Erstausstrahlung der Musikvideos erfolgte in Großbritannien am 18. April 1975 während der Fernsehsendung The Old Grey Whistle Test.
Am 8. April 1975 wurde John Lennon von Tom Snyder in seiner Fernsehsendung Tomorrow interviewt, die Fernsehausstrahlung erfolgte am 28. April 1975 in den USA. In späteren Jahren erfolgte eine Veröffentlichung des Interviews auf VHS-Kassette, im Mai 1981 und auf DVD, im April 2008.
Am 18. April 1975 hatte John Lennon seinen letzten Liveauftritt während der Fernsehshow Salute to Sir Lew – The Master Showman, wo er die Lieder Slippin’ and Slidin’, Stand by Me und Imagine sang, am 13. Juni 1975 erfolgte die Fernsehausstrahlung in den USA.
Sowohl in den USA als auch in Großbritannien erreichte das Album Goldstatus.
John Lennon sagte 1975 abschließend über das Album: „Es begann '73 mit Phil und brach auseinander. Ich landete als Teil verrückter, betrunkener Szenen in Los Angeles und beendete es schließlich alleine. Und es gab immer noch Probleme damit bis zu dem Moment, als es herauskam. Ich kann nur sagen, es ist bekloppt, das Album ist verhext.“

## Covergestaltung

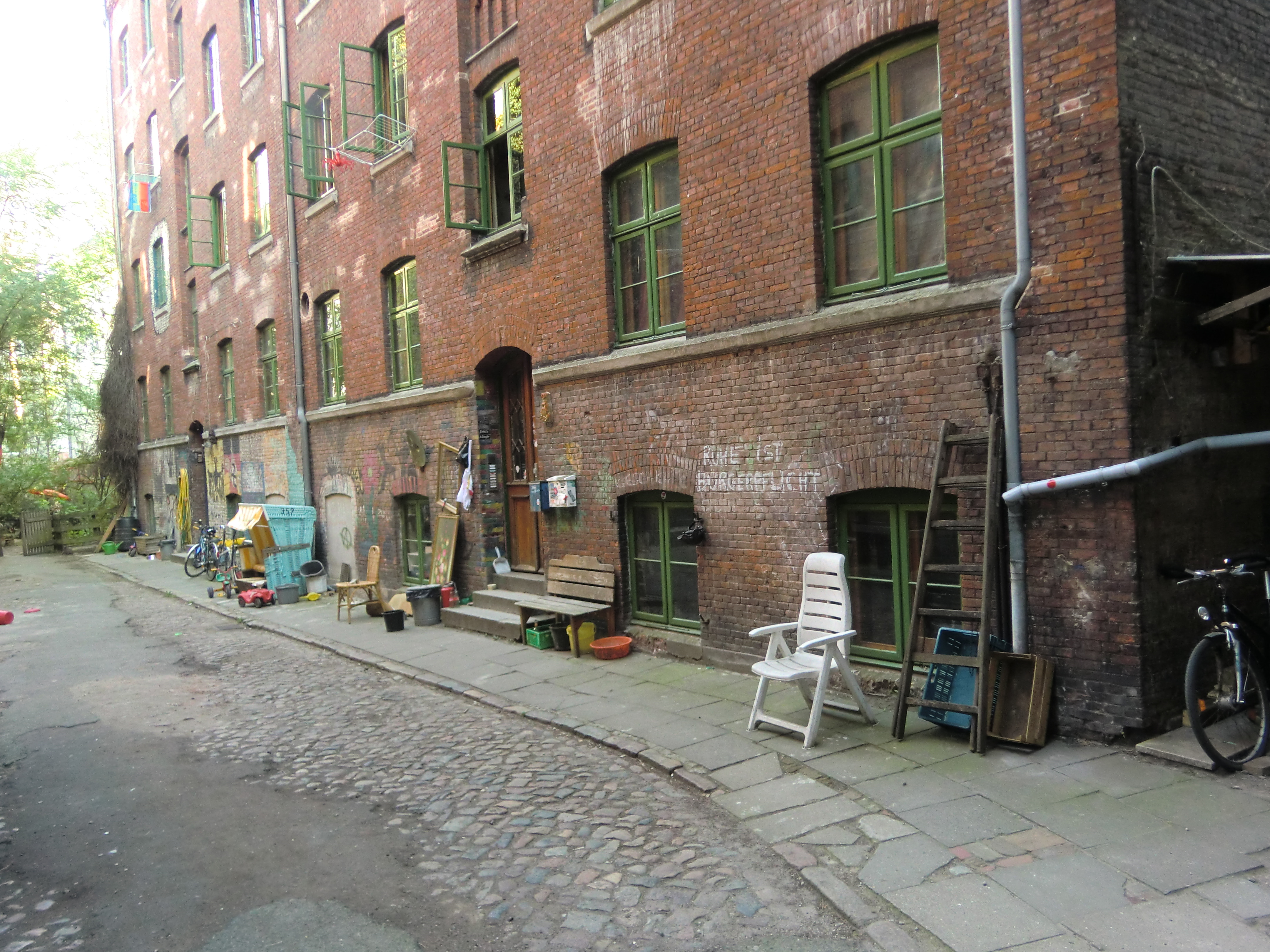
In dieser Straße entstand 1961 das Foto für das Cover des Albums

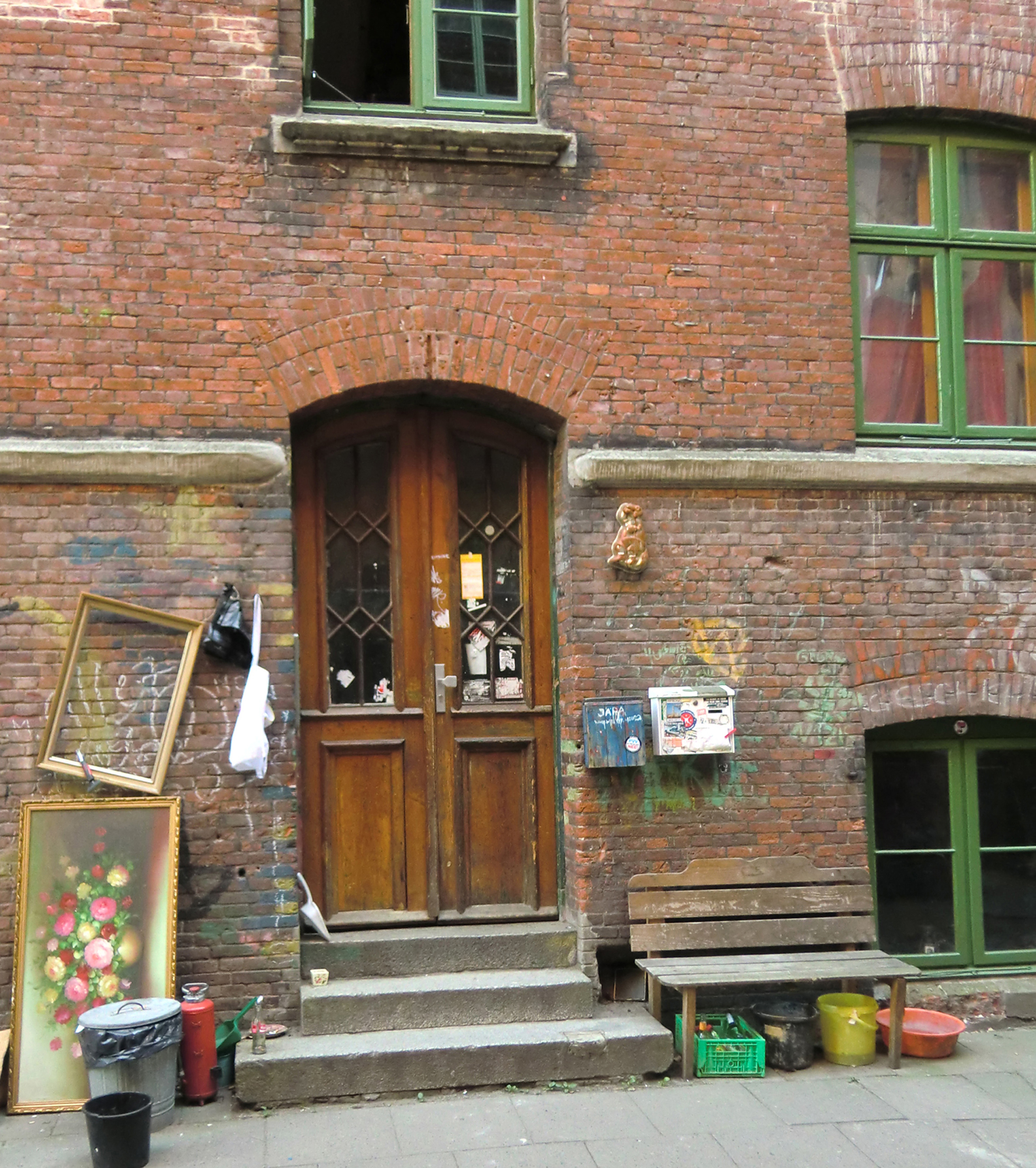
Der Hauseingang, vor dem John Lennon fotografiert wurde

Da das Album für Lennon hauptsächlich eine Erinnerung an seine Jugend war, wählte er für das Cover ein in Hamburg von Jürgen Vollmer aufgenommenes Schwarz-Weiß-Foto aus dem Jahre 1960, der Anfangszeit der Beatles. Es zeigt Lennon, der in einer Tür steht und lässig an einer Wand lehnt, während die verschwommenen Figuren von Paul McCartney, George Harrison und Stuart Sutcliffe vorbeieilen. May Pang hatte das Bild gefunden, nachdem sie eine Beatlefest-Convention im September 1974 besucht hatte. Dort lernte sie Vollmer kennen, der Porträts der Gruppe verkaufte. Sie rief Lennon an, um ihm von dem Fund zu erzählen, und Lennon und Vollmer trafen sich bald darauf in New York.
Eine Leuchtreklame mit Lennons Namen und dem Albumtitel, erstellt von John Uomoto, wurde ebenfalls auf das Bild gelegt und auch für das Rückcover verwendet. Als Lennon das Bild sah, gab er den ursprünglichen Arbeitstitel des Albums, Oldies But Mouldies, auf und entschied sich stattdessen für Rock ’n’ Roll.

## Rückzug aus dem Musikgeschäft
Im Januar 1975 zog John Lennon wieder mit Yoko Ono in das Apartment im Dakota-Building zusammen. Zu dieser Zeit nahm er mit David Bowie in den New Yorker Sigma Sound Studios das Lied Fame auf, bei dem Lennon Mitkomponist war und auch sang. Die Single erreichte Platz eins der US-amerikanischen Charts, die Veröffentlichung erfolgte im Juni 1975. Weiterhin spielte er bei der Neuinterpretation des Beatles-Liedes Across the Universe Gitarre, beide Lieder erschienen auf dem David Bowie-Album Young Americans.
Am 9. Oktober 1975 – Lennons 35. Geburtstag – wurden Lennon und Ono dann Eltern ihres gemeinsamen Sohnes Sean Taro Ono Lennon. Am selben Tag erhielt John nach vierjährigem Kampf gegen die US-Behörden die Green Card. Anschließend zog sich Lennon bis zum August 1980 vom Musikbusiness zurück.
Am 24. Oktober 1975 wurde das erste Kompilationsalbum von John Lennon mit dem Titel Shaved Fish veröffentlicht. Seinen vorerst letzten Studioeinsatz hatte John Lennon während der Aufnahmen zum Ringo Starr-Album Ringo’s Rotogravure am 12. Juni 1976, Lennon steuerte die noch nicht veröffentlichte Eigenkomposition Cookin’ (In the Kitchen Of Love) nebst Klavierbegleitung bei. In den Jahren 1975/1976 nahm er mehrere Demos von neuen Kompositionen zu Hause auf, die teilweise auf Bootlegs erhältlich sind, unter anderen: She’s A Friend of Dorothy’s, Sally and Billy und Tennessee.
Am 1. Januar 1976 wurde ein Interview von John & Yoko mit Elliot Mintz aufgenommen, das vom 26. Januar bis zum 1. Februar 1976 im Radio gesendet wurde. Ein weiteres Interview gaben die Lennons am 4. Oktober 1977 im Hotel Okura in Tokio, in dem sie erklärten, dass ihre augenblicklichen Prioritäten im Familienleben und in der Erziehung ihres Kindes lägen und sie sich deshalb bis zum fünften Lebensjahr ihres Sohnes Sean aus dem Musikgeschäft zurückziehen würden.
In den Jahren 1977 bis 1980 nahm John Lennon immer wieder Lieder zu Hause auf, auch Demoaufnahmen, die für das Album Double Fantasy verwendet wurden. Die Lieder wurden mehrheitlich in späteren Jahren offiziell oder auf Bootlegs veröffentlicht.
Das nächste gemeinsame Album von John Lennon und Yoko Ono erschien unter dem Titel Double Fantasy im November 1980.

## Wiederveröffentlichungen
- Die Erstveröffentlichung im CD-Format erfolgte im Mai 1987. Der CD liegt ein vierseitiges Begleitheft bei, das Information zum Album enthält.[3]
- Im Oktober 2004 wurde das Album in einer remasterten und neu abgemischten Version mit vier Bonusstücken wiederveröffentlicht. Die Neuabmischung erfolgte im Jahr 2004 in den Abbey Road Studios unter der Aufsicht von Yoko Ono. Der Remix-Ingenieur war Peter Cobbin. Für das Remastering war Steve Rooke verantwortlich. Projektkoordinator war Allan Rouse. Weitere Aufnahmen der Sessions mit Spector waren bereits auf Menlove Ave. (zum Beispiel: Here We Go Again) und dem Boxset John Lennon Anthology (zum Beispiel: Be My Baby) veröffentlicht worden. Der CD liegt ein vierseitiges Begleitheft bei, das Information zum Album enthält.[4] Anlässlich der Wiederveröffentlichung wurde in den USA das neun Titel Promotion-Kompilationsalbum Two Sides of Lennon für die Alben Acoustic und Rock ’n’ Roll mit Kommentaren von Yoko Ono veröffentlicht.[5]
- Im Oktober 2010 wurde das Album in einer erneut remasterten Version, diesmal in der originalen Abmischung wiederveröffentlicht. Das Remastering fand im Jahr 2010 in den Abbey Road Studios durch Paul Hicks und Sean Magee statt. Projektkoordinator war Allan Rouse. Das Album hat ein aufklappbares Pappcover, dem ein achtseitiges bebildertes Begleitheft beigegelegt ist, das Informationen zum Album beinhaltet. Das Design stammt von der Firma Peacock und Karla Merrifield.[6]

## Titelliste
Seite 1
1. Be-Bop-A-Lula (Gene Vincent, Tex Davis) – 2:39
2. Stand by Me (Leiber/Stoller, Ben E. King) – 3:26
3. Medley: Rip It Up / Ready Teddy (Robert Blackwell, John Marascalco) – 1:33
4. You Can’t Catch Me (Chuck Berry) – 4:51 a
5. Ain’t That a Shame (Fats Domino, Dave Bartholomew) – 2:38
6. Do You Wanna Dance? (Bobby Freeman) – 3:15
7. Sweet Little Sixteen (Chuck Berry) – 3:01 a

Seite 2
1. Slippin’ and Slidin’ (Richard Wayne Penniman, Eddie Bocage, Albert Collins, James H. Smith) – 2:16
2. Peggy Sue (Buddy Holly, Jerry Allison, Norman Petty) – 2:06
3. Medley: Bring It On Home to Me / Send Me Some Lovin’ (Sam Cooke)/(John Marascalco, Leo Price) – 3:41
4. Bony Moronie (Larry Williams) – 3:47 a
5. Ya Ya (Lee Dorsey, Clarence Lewis, Morgan Robinson) – 2:17
6. Just Because (Lloyd Price) – 4:25 a

Bonustitel
1. Angel Baby (Rosie Hamlin) – 3:44 (erschien auf der Wiederveröffentlichung 2004) a
2. To Know Her Is to Love Her (Phil Spector) – 4:31 (erschien auf der Wiederveröffentlichung 2004) a
3. Since My Baby Left Me (Arthur Crudup) – 4:40 (erschien auf der Wiederveröffentlichung 2004) a
4. Just Because (Reprise) – 1:25 (erschien auf der Wiederveröffentlichung 2004) a

## Single-Auskopplungen

### Stand By Me
Die Singleauskopplung Stand By Me / Move over Mrs. L erschien am 10. März 1975 in den USA und am 18. April 1975 in Großbritannien und Deutschland. Die Singleversion wurde im Februar 1975 neu abgemischt.
Die Promotionsingle wurde in den USA wie folgt veröffentlicht: auf der A-Seite befindet sich die Monoversion und auf der B-Seite die Stereoversion der A-Seite der Kaufsingle.

### Ya Ya
In Deutschland wurde im Juni 1975 noch eine weitere Single Ya Ya / Be-Bop-a-Lula veröffentlicht.

### Be-Bop-a-Lula
In den Länder Spanien und Japan erschien die Single mit der A-Seite Be-Bop-a-Lula und der B-Seite Ya Ya. In Frankreich wurde die Single Be-Bop-a-Lula / Move over Mrs. L und in Italien die Single Be-Bop-a-Lula / Stand By Me veröffentlicht.

### Weitere Singles

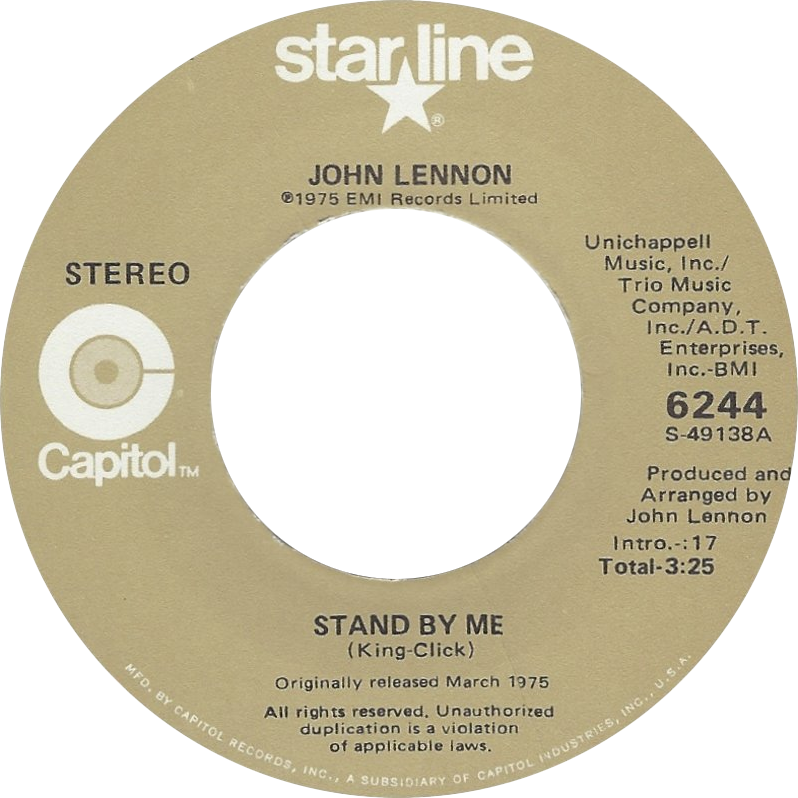
Stand By Me

- In den USA wurden im Juni 1975 noch zwei weitere Promotionsingles Ain’t That a Shame (Mono) / Ain’t That a Shame (Stereo)[13] und Slippin’ and Slidin’ (Mono) / Slippin’ and Slidin’ (Stereo)[14] an Radiosender verteilt, die aber nicht als reguläre Kaufsingles erschienen sind.
- In Mexiko wurde im Jahr 1975 die Promotionsingle Slippin’ and Slidin’ / Ain’t That a Shame hergestellt[15]
- Am 4. April 1977 wurde in den USA die Single Stand By Me / Woman Is the Nigger of the World erneut veröffentlicht.[16]

## Kommerzieller Erfolg

### Chartplatzierungen

#### Album
| ChartsChartplatzierungen       | Höchstplatzierung | Wochen/ Monate |
| ------------------------------ | ----------------- | -------------- |
| Deutschland (GfK)              | 37 (6 Mt.)        | 6 Mt.          |
| Vereinigte Staaten (Billboard) | 6 (15 Wo.)        | 15 Wo.         |
| Vereinigtes Königreich (OCC)   | 6 (28 Wo.)        | 28 Wo.         |

#### Singles
| Jahr | Titel       | Höchstplatzierung, Gesamtwochen/‑monate, AuszeichnungChartplatzierungen (Jahr, Titel, , Platzierungen, Wochen/Monate, Auszeichnungen, Anmerkungen) | Höchstplatzierung, Gesamtwochen/‑monate, AuszeichnungChartplatzierungen (Jahr, Titel, , Platzierungen, Wochen/Monate, Auszeichnungen, Anmerkungen) | Höchstplatzierung, Gesamtwochen/‑monate, AuszeichnungChartplatzierungen (Jahr, Titel, , Platzierungen, Wochen/Monate, Auszeichnungen, Anmerkungen) | Höchstplatzierung, Gesamtwochen/‑monate, AuszeichnungChartplatzierungen (Jahr, Titel, , Platzierungen, Wochen/Monate, Auszeichnungen, Anmerkungen) | Anmerkungen                         |
| Jahr | Titel       | DE | AT | UK | US | Anmerkungen                         |
| ---- | ----------- | --- | --- | --- | --- | ----------------------------------- |
| 1975 | Stand By Me | DE22 (12 Wo.)DE | AT19 (1 Mt.)AT | UK30 (7 Wo.)UK | US20 (9 Wo.)US | Erstveröffentlichung: 10. März 1975 |
| 1975 | Ya Ya       | DE47 (2 Wo.)DE | — | — | — | Erstveröffentlichung: Juli 1975     |

### Auszeichnungen für Musikverkäufe
| Land/Region                  | Auszeichnungen für Musikverkäufe (Land/Region, Auszeichnung, Verkäufe) | Verkäufe |
| ---------------------------- | ---------------------------------------------------------------------- | -------- |
| Vereinigte Staaten (RIAA)    | Gold                                                                   | 500.000  |
| Vereinigtes Königreich (BPI) | Gold                                                                   | 100.000  |
| Insgesamt                    | 2× Gold ·                                                              | 600.000  |

Hauptartikel: John Lennon/Auszeichnungen für Musikverkäufe

## John Lennon Sings the Great Rock & Roll Hits – Roots
Im November 1974 gab John Lennon ein Aufnahmeband des noch nicht veröffentlichten Albums Rock ’n’ Roll an Morris Levy, der die Herstellung einer LP mit dem Titel John Lennon Sings the Great Rock & Roll Hits – Roots in Auftrag gab. Die Langspielplatte wurde unter anderem im US-amerikanischen Fernsehen beworben und ab Anfang Februar 1975 über Mailorder-Versand vertrieben. Der Verkauf wurde aber schon im März 1975, aufgrund von Klagen von EMI/Capitol, eingestellt. Bis zu diesem Zeitpunkt waren 1270 LPs und 175 8-Spur-Kassetten verkauft worden. Es folgte ein Gerichtsverfahren (12. Januar bis 13. Juli 1976), das mit einem Schadensersatzzuspruch in Höhe von 45.000 US-Dollar für Lennon endete. In den folgenden Jahren wurde die LP häufig als Bootleg nachgepresst. Musikalisch gesehen beinhaltet John Lennon Sings the Great Rock & Roll Hits – Roots lediglich längere Versionen einzelner Titel sowie zwei Lieder (Angel Baby und Be My Baby), die erst 1986 beziehungsweise 1998 offiziell veröffentlicht worden sind.
Die Titelliste war wie folgt:
1. Be-Bop-A-Lula
2. Ain’t That a Shame
3. Stand by Me
4. Sweet Little Sixteen
5. Medley: Rip It Up/Ready Teddy
6. Angel Baby
7. Do You Wanna Dance?
8. You Can’t Catch Me
9. Bony Moronie
10. Peggy Sue
11. Medley: Bring It On Home to Me / Send Me Some Lovin’
12. Slippin’ and Slidin’
13. Be My Baby
14. Ya Ya
15. Just Because